# Campeonato Mundial de Atletismo Sub-20 de 2021
O Campeonato Mundial de Atletismo Sub-20 de 2021 foi a 18ª edição do campeonato organizado pela World Athletics no Centro Esportivo Internacional Moi, em Nairóbi, no Quênia, entre 18 e 22 de agosto de 2021, para atletas classificados como juniores com até 19 anos de idade, nascidos a partir de Janeiro de 2002. Um total de 45 provas foram disputados no campeonato, no qual participaram 958 atletas de 116 nacionalidades.

## Calendário
| Q                                        | Qualificação | P | Preliminares | S | Semifinais | F | Final |
| M = sessão da manhã, T = sessão da tarde |              |   |              |   |            |   |       |

| Data →                  | 18 | 18 | 19 | 19 | 20 | 20 | 21 | 21 | 22 |
| Evento ↓                | M  | T  | M  | T  | M  | T  | M  | T  | T  |
| ----------------------- | -- | -- | -- | -- | -- | -- | -- | -- | -- |
| 100 m                   | P  | S  |    | F  |    |    |    |    |    |
| 200 m                   |    |    |    |    | P  | S  |    | F  |    |
| 400 m                   | P  |    |    |    |    |    |    | F  |    |
| 800 m                   |    |    | P  |    |    |    |    | S  | F  |
| 1500 m                  |    |    |    | P  |    |    |    | F  |    |
| 3000 m                  |    | F  |    |    |    |    |    |    |    |
| 5000 m                  |    |    |    | F  |    |    |    |    |    |
| 3000 m com obstáculos   |    |    |    |    |    | P  |    |    | F  |
| 110 m com barreiras     |    |    |    |    | P  | S  |    | F  |    |
| 400 m com barreiras     |    |    | P  |    |    |    |    | S  | F  |
| Decatlo                 |    |    |    |    | F  | F  | F  | F  |    |
| Salto em altura         |    |    |    |    |    |    |    | F  |    |
| Salto com vara          |    |    |    |    | F  |    |    |    |    |
| Salto em distância      |    |    |    |    |    | F  |    |    |    |
| Salto triplo            |    |    |    |    |    |    |    |    | F  |
| Arremesso de peso       | Q  |    |    | F  |    |    |    |    |    |
| Lançamento de disco     |    |    |    |    |    |    | Q  |    | F  |
| Lançamento de martelo   | Q  |    |    |    |    | F  |    |    |    |
| Lançamento de dardo     |    | Q  |    |    |    | F  |    |    |    |
| Marcha atlética 10000 m |    |    |    |    |    |    | F  |    |    |
| Revezamento 4x100 m     |    |    |    |    |    |    | P  |    | F  |
| Revezamento 4x400 m     |    |    |    |    |    |    | P  |    | F  |

| Data →                   | 18 | 18 | 19 | 19 | 20 | 20 | 21 | 21 | 22 |
| Evento ↓                 | M  | T  | M  | T  | M  | T  | M  | T  | T  |
| ------------------------ | -- | -- | -- | -- | -- | -- | -- | -- | -- |
| 100 m                    | P  | S  |    | F  |    |    |    |    |    |
| 200 m                    |    |    |    |    | P  | S  |    | F  |    |
| 400 m                    | P  |    |    |    |    |    |    | F  |    |
| 800 m                    |    |    | P  |    |    | S  |    | F  |    |
| 1500 m                   |    |    |    |    | P  |    |    |    | F  |
| 3000 m                   |    |    |    | F  |    |    |    |    |    |
| 5000 m                   |    |    |    |    |    |    |    |    | F  |
| 3000 m com obstáculos    |    |    |    |    |    | F  |    |    |    |
| 100 metros com barreiras |    |    |    |    | P  | S  |    | F  |    |
| 400 m com barreiras      |    |    | P  |    |    |    |    |    | F  |
| Heptatlo                 | F  | F  | F  | F  |    |    |    |    |    |
| Salto em altura          |    |    |    |    | Q  |    |    |    | F  |
| Salto com vara           |    | F  |    |    |    |    |    |    |    |
| Salto em distância       |    |    |    |    | Q  |    |    |    | F  |
| Salto triplo             |    |    |    | Q  |    | F  |    |    |    |
| Arremesso de peso        |    |    |    |    |    |    |    | F  |    |
| Lançamento de disco      |    |    |    |    | F  |    |    |    |    |
| Lançamento de martelo    |    |    |    |    | Q  |    |    | F  |    |
| Lançamento de dardo      |    |    |    | F  |    |    |    |    |    |
| Marcha atlética 10000 m  |    |    |    |    |    |    | F  |    |    |
| Revezamento 4x100 m      |    |    |    |    |    |    | P  |    | F  |
| Revezamento 4x400 m      |    |    |    |    |    |    | P  |    | F  |

| Data →              | 18 | 18 | 19 | 19 | 20 | 20 | 21 | 21 | 22 |
| Evento ↓            | M  | T  | M  | T  | M  | T  | M  | T  | T  |
| ------------------- | -- | -- | -- | -- | -- | -- | -- | -- | -- |
| Revezamento 4x400 m | P  | F  |    |    |    |    |    |    |    |

## Índices de qualificação
| Evento                    | Masculino      | Feminino    |
| ------------------------- | -------------- | ----------- |
| 100 m                     | 10.58          | 11.85       |
| 200 m                     | 21.38          | 24.35       |
| 400 m                     | 47.35          | 54.85       |
| 800 m                     | 1:50.80        | 2:08.70     |
| 1500 m                    | 3:48.00        | 4:28.00     |
| 3000 m                    | 8:14:00        | 9:25.00     |
| 5000 m                    | 14:12.00       | 16:35.00    |
| 3000 m obstáculos         | 9:07.00        | 10:35.00    |
| 100 m barreiras           | –              | 14.15       |
| 110 m barreiras           | 14.15          | –           |
| 400 m barreiras           | 53.10          | 60.75       |
| 10000 m marcha atlética   | 43:40.00       | 50:30.00    |
| Revezamento 4x100 m       | Sem índice     | Sem índice  |
| Revezamento 4x400 m       | Sem índice     | Sem índice  |
| Revezamento 4x400 m Misto | Sem índice     | Sem índice  |
| Heptatlo                  | –              | 5300 pontos |
| Decatlo                   | 7200 pontos    | –           |
| Salto em altura           | 2.16 m         | 1.82 m      |
| Salto com vara            | 5.10 m         | 4.07 m      |
| Salto em distância        | 7.58 m         | 6.15 m      |
| Salto triplo              | 15.60 m        | 12.90 m     |
| Arremesso de peso         | 18.30 m (6 kg) | 14.60 m     |
| Lançamento de disco       | 57.00 m        | 49.00 m     |
| Lançamento de martelo     | 68.50 m (6 kg) | 58.00 m     |
| Lançamento de dardo       | 69.50 m        | 50.00 m     |

## Medalhistas
Os medalhistas foram os seguintes.

### Masculino
| Prova                                  | Ouro | Ouro              | Prata                                                                                        | Prata         | Bronze                                                                                | Bronze      |
| -------------------------------------- | --- | ----------------- | -------------------------------------------------------------------------------------------- | ------------- | ------------------------------------------------------------------------------------- | ----------- |
| 100 m detalhes                         | Letsile Tebogo · Botswana | 10.19             | Benjamin Richardson · África do Sul                                                          | 10.28         | Shainer Rengifo · Cuba                                                                | 10.32       |
| 200 m detalhes                         | Udodi Onwuzurike · Nigéria | 20.21 NU20R       | Letsile Tebogo · Botswana                                                                    | 20.38         | Sinesipho Dambile · África do Sul                                                     | 20.48       |
| 400 m detalhes                         | Anthony Pesela · Botswana | 44.58             | Luis Avilés · México                                                                         | 44.95 NU20R   | Antonie Nortje · África do Sul                                                        | 45.32       |
| 800 m detalhes                         | Emmanuel Wanyonyi · Quênia | 1:43.76           | Mohamed Ali Gouaned · Argélia                                                                | 1:44.45 NU20R | Noah Kibet · Quênia                                                                   | 1:44.88     |
| 1500 m detalhes                        | Vincent Keter · Quênia | 3:37.24           | Wegene Addisu · Etiópia                                                                      | 3:37.86       | Melkeneh Azize · Etiópia                                                              | 3:40.22     |
| 3000 m detalhes                        | Tadese Worku · Etiópia | 7:42.09           | Ali Abdilmana · Etiópia                                                                      | 7:44.55       | Habtom Samuel · Eritreia                                                              | 7:52.69     |
| 5000 m detalhes                        | Benson Kiplangat · Quênia | 13:20.37          | Tadese Worku · Etiópia                                                                       | 13:20.65      | Levy Kibet · Quênia                                                                   | 13:26.01    |
| 110 m com barreiras detalhes           | Sasha Zhoya França | 12.72 WU20R       | Vashaun Vascianna · Jamaica                                                                  | 13.25         | Jakub Szymański · Polónia                                                             | 13.43       |
| 400 m com barreiras detalhes           | Berke Akçam · Turquia | 49.38 NU20R       | Denis Novoseltsev Atletas Neutros Autorizados                                                | 49.62         | Devontie Archer · Jamaica                                                             | 49.78       |
| 3000 m com obstáculos detalhes         | Amos Serem · Quênia | 8:30.72           | Tadese Takele · Etiópia                                                                      | 8:33.15       | Simon Koech · Quênia                                                                  | 8:34.79     |
| Revezamento 4x100 m detalhes           | África do Sul · Mihlali Xhotyeni · Sinesipho Dambile · Letlhogonolo Moleyane · Benjamin Richardson · Henru Olivier[a] · Bradley Oliphant[a] | 38.51 WU20R       | Jamaica · Alexavier Monfried · Bryan Levell · Andrew Gilipps · Sandrey Davison               | 38.61 AU20R   | Polónia · Dominik Łuczynski · Patryk Krupa · Jakub Pietrusa · Oliwer Wdowik           | 38.90 AU20R |
| Revezamento 4x400 m detalhes           | Botswana · Busang Collen Kebinatshipi · Anthony Pesela · Oreeditse Masede · Phenyo Bongani Majama · Thusoyaone Gabanatlhong[a]              | 3:05.22 WU20L     | Jamaica · Malachi Johnson · Jeremy Bembridge · Tahj Hamm · Devontie Archer · *Antonio Hanson | 3:05.76       | Quênia · Joshua Wanyonyi · Elkanah Kiprotich Chemelil · Kennedy Kimeu · Peter Kithome | 3:05.94     |
| Marcha atlética 10 km detalhes         | Heristone Wanyonyi · Quênia | 42:10.84          | Amit Khatri · Índia                                                                          | 42:17.94      | Paul McGrath · Espanha                                                                | 42:26.11    |
| Salto em altura detalhes               | Yonathan Kapitolnik · Israel | 2.26              | Massimiliano Luiu · Itália                                                                   | 2.17          | Mateusz Kołodziejski · Polónia                                                        | 2.17        |
| Salto com vara detalhes                | Matvei Volkov · Bielorrússia | 5.45              | Juho Alasaari · Finlândia                                                                    | 5.35          | Kyle Rademeyer · África do Sul                                                        | 5.30        |
| Salto em distância detalhes            | Erwan Konaté França | 8.12 WU20L        | Jhon Berrío · Colômbia                                                                       | 7.97 NU20R    | Kavian Kerr · Jamaica                                                                 | 7.90        |
| Salto triplo detalhes                  | Gabriel Wallmark · Suécia | 16.43 NU20R       | Jaydon Hibbert · Jamaica                                                                     | 16.05         | Simon Gore França                                                                     | 15.85       |
| Arremesso de peso (6 kg) detalhes      | Juan Carley Vázquez · Cuba | 19.73             | Yauheni Bryhi · Bielorrússia                                                                 | 19.70         | Jephté Vogel · Suíça                                                                  | 19.16       |
| Lançamento de disco (1,75 kg) detalhes | Mykolas Alekna · Lituânia | 69.81             | Ralford Mullings · Jamaica                                                                   | 66.68         | Raman Khartanovich · Bielorrússia                                                     | 62.19       |
| Lançamento de martelo (6 kg) detalhes  | Jan Doležálek · Chéquia | 77.83 NU20R       | Orestis Ntousakis · Grécia                                                                   | 77.78         | Jean-Baptiste Bruxelle França                                                         | 77.70       |
| Lançamento de dardo detalhes           | Janne Läspä · Finlândia | 76.46             | Artur Felfner · Ucrânia                                                                      | 76.32         | Chinecherem Nnamdi · Nigéria                                                          | 74.48       |
| Decatlo Sub-20 detalhes                | František Doubek · Chéquia | 8169 WU20L, NU20R | Jente Hauttekeete · Bélgica                                                                  | 8053          | José San Pastor · Espanha                                                             | 7430 NU20R  |

a  Atletas que participaram apenas nas eliminatórias e receberam medalhas.

### Feminino
| Prova                                  | Ouro                                                                               | Ouro          | Prata                                                                                   | Prata       | Bronze                                                                            | Bronze      |
| -------------------------------------- | ---------------------------------------------------------------------------------- | ------------- | --------------------------------------------------------------------------------------- | ----------- | --------------------------------------------------------------------------------- | ----------- |
| 100 m detalhes                         | Tina Clayton · Jamaica                                                             | 11.09         | Beatrice Masilingi · Namíbia                                                            | 11.39       | Mélissa Gutschmidt · Suíça                                                        | 11.51       |
| 200 m detalhes                         | Christine Mboma · Namíbia                                                          | 21.84 WU20R   | Beatrice Masilingi · Namíbia                                                            | 22.18       | Favour Ofili · Nigéria                                                            | 22.23 NU20R |
| 400 m detalhes                         | Imaobong Nse Uko · Nigéria                                                         | 51.55         | Kornelia Lesiewicz · Polónia                                                            | 51.97       | Sylvia Chelangat · Quênia                                                         | 52.23       |
| 800 m detalhes                         | Ayal Dagnachew · Etiópia                                                           | 2:02.96       | Valentina Rosamilia · Suíça                                                             | 2:04.29     | Elli Eftychia Deligianni · Grécia                                                 | 2:04.66     |
| 1500 m detalhes                        | Purity Chepkirui · Quênia                                                          | 4:16.07       | Diribe Welteji · Etiópia                                                                | 4:16.39     | Winnie Jemutai · Quênia                                                           | 4:18.99     |
| 3000 m detalhes                        | Teresia Muthoni Gateri · Quênia                                                    | 8:57.78       | Zenah Jemutai Yego · Quênia                                                             | 8:59.59     | Melknat Wudu · Etiópia                                                            | 9:00.12     |
| 5000 m detalhes                        | Mizan Alem · Etiópia                                                               | 16:05.61      | Melknat Wudu · Etiópia                                                                  | 16:13.16    | Prisca Chesang · Uganda                                                           | 16:21.78    |
| 100 m com barreiras detalhes           | Ackera Nugent · Jamaica                                                            | 12.95         | Anna Maria Millend · Estónia                                                            | 13.45       | Anna Tóth · Hungria                                                               | 13.58       |
| 400 m com barreiras detalhes           | Heidi Salminen · Finlândia                                                         | 56.94         | Ludivine Aubert França                                                                  | 57.16       | Savannah Sutherland · Canadá                                                      | 57.27       |
| 3000 m com obstáculo detalhes          | Jackline Chepkoech · Quênia                                                        | 9:27.40       | Zerfe Wondemagegn · Etiópia                                                             | 9:35.22     | Faith Cherotich · Quênia                                                          | 9:44.76     |
| Revezamento 4x100 m detalhes           | Jamaica · Serena Cole · Tina Clayton · Kerrica Hill · Tia Clayton                  | 42.94 WU20R   | Namíbia · Ndawana Haitembu · Beatrice Masilingi · Nandi Tjanjeua Vass · Christine Mboma | 43.76 NU20R | Nigéria · Praise Ofoku · Favour Ofili · Anita Taviore · Tima Seikeseye Godbless   | 43.90       |
| Revezamento 4x400 m detalhes           | Nigéria · Opeyemi Deborah Oke · Imaobong Nse Uko · Ella Onojuvwevwo · Favour Ofili | 3:31.46 WU20L | Jamaica · Annalee Robinson · Aalliyah Francis · Alliah Baker · Daena Dyer               | 3:36.57     | Itália · Alessandra Iezzi · Federica Pansini · Angelica Ghergo · Alexandra Almici | 3:37.18     |
| Marcha atlética 10 km detalhes         | Sofía Ramos Rodríguez · México                                                     | 46:23.01      | Maële Biré-Heslouis França                                                              | 47:43.87    | Eliška Martínková · Chéquia                                                       | 47:46.28    |
| Salto em altura detalhes               | Natalya Spiridonova Atletas Neutros Autorizados                                    | 1.91          | Marithé Engondo · Suíça                                                                 | 1.89        | Styliana Ioannidou · Chipre                                                       | 1.87        |
| Salto com vara detalhes                | Mirè Reinstorf · África do Sul                                                     | 4.15 AU20R    | Élise Russis França                                                                     | 4.15        | Heather Abadie · Canadá                                                           | 4.05        |
| Salto em distância detalhes            | Maja Åskag · Suécia                                                                | 6.60          | Shaili Singh · Índia                                                                    | 6.59        | Mariia Horielova · Ucrânia                                                        | 6.50        |
| Salto triplo detalhes                  | Maja Åskag · Suécia                                                                | 13.75         | Tessy Ebosele · Espanha                                                                 | 13.63       | Darja Sopova · Letónia                                                            | 13.60       |
| Arremesso de peso (6 kg) detalhes      | Miné de Klerk · África do Sul                                                      | 17.40         | Pınar Akyol · Turquia                                                                   | 16.72       | Dane Roets · África do Sul                                                        | 15.61       |
| Lançamento de disco (1,75 kg) detalhes | Violetta Ignatyeva Atletas Neutros Autorizados                                     | 57.84         | Miné de Klerk · África do Sul                                                           | 53.50 AU20R | Alina Nikitsenka · Bielorrússia                                                   | 51.47       |
| Lançamento de martelo (6 kg) detalhes  | Silja Kosonen · Finlândia                                                          | 71.64         | Rose Loga França                                                                        | 67.11       | Maryola Bukel · Bielorrússia                                                      | 65.20       |
| Lançamento de dardo detalhes           | Adriana Vilagoš · Sérvia                                                           | 61.46 WU20L   | Elina Tzengko · Grécia                                                                  | 57.91       | Yiselena Ballar Rojas · Cuba                                                      | 55.48       |
| Heptatlo detalhes                      | Saga Vanninen · Finlândia                                                          | 5997          | Pippi Lotta Enok · Estónia                                                              | 5746        | Szabina Szűcs · Hungria                                                           | 5674        |

### Misto
| Prova                        | Ouro | Ouro    | Prata | Prata   | Bronze                                                                                      | Bronze  |
| ---------------------------- | --- | ------- | --- | ------- | ------------------------------------------------------------------------------------------- | ------- |
| Revezamento 4x400 m detalhes | Nigéria · Johnson Nnamani · Imaobong Nse Uko · Opeyemi Deborah Oke · Bamidele Ajayi · Ella Onojuvwevwo[a] | 3:19.70 | Polónia · Kornelia Lesiewicz · Alicja Kaczmarek · Michał Wróbel · Patryk Grzegorzewicz · Olga Rzeszewska[a] · Mateusz Matera[a] | 3:19.80 | Índia · Barath Sridhar · Priya Mohan · Summy · Kapil · *Abdul Razak Cherankulangara Rasheed | 3:20.60 |

a  Atletas que participaram apenas nas eliminatórias e receberam medalhas.

## Quadro de medalhas
O quadro de medalhas foi publicado.
| Ordem  | País                        | Medalha de ouro | Medalha de prata | Medalha de bronze | Total |
| ------ | --------------------------- | --------------- | ---------------- | ----------------- | ----- |
| 1      | Quênia                      | 8               | 1                | 7                 | 16    |
| 2      | Finlândia                   | 4               | 1                | 0                 | 5     |
| 3      | Nigéria                     | 4               | 0                | 3                 | 7     |
| 4      | Etiópia                     | 3               | 7                | 2                 | 12    |
| 5      | Jamaica                     | 3               | 6                | 2                 | 11    |
| 6      | África do Sul               | 3               | 2                | 4                 | 9     |
| 7      | Botswana                    | 3               | 1                | 0                 | 4     |
| 8      | Suécia                      | 3               | 0                | 0                 | 3     |
| 9      | França                      | 2               | 4                | 2                 | 8     |
| -      | Atletas Neutros Autorizados | 2               | 1                | 0                 | 3     |
| 10     | Chéquia                     | 2               | 0                | 1                 | 3     |
| 11     | Namíbia                     | 1               | 3                | 0                 | 4     |
| 12     | Bielorrússia                | 1               | 1                | 3                 | 5     |
| 13     | México                      | 1               | 1                | 0                 | 2     |
| 13     | Turquia                     | 1               | 1                | 0                 | 2     |
| 15     | Cuba                        | 1               | 0                | 2                 | 3     |
| 16     | Israel                      | 1               | 0                | 0                 | 1     |
| 16     | Lituânia                    | 1               | 0                | 0                 | 1     |
| 16     | Sérvia                      | 1               | 0                | 0                 | 1     |
| 19     | Polónia                     | 0               | 2                | 3                 | 5     |
| 20     | Suíça                       | 0               | 2                | 2                 | 4     |
| 21     | Grécia                      | 0               | 2                | 1                 | 3     |
| 21     | Índia                       | 0               | 2                | 1                 | 3     |
| 23     | Estónia                     | 0               | 2                | 0                 | 2     |
| 24     | Espanha                     | 0               | 1                | 2                 | 3     |
| 25     | Itália                      | 0               | 1                | 1                 | 2     |
| 25     | Ucrânia                     | 0               | 1                | 1                 | 2     |
| 27     | Argélia                     | 0               | 1                | 0                 | 1     |
| 27     | Bélgica                     | 0               | 1                | 0                 | 1     |
| 27     | Colômbia                    | 0               | 1                | 0                 | 1     |
| 30     | Canadá                      | 0               | 0                | 2                 | 2     |
| 30     | Hungria                     | 0               | 0                | 2                 | 2     |
| 32     | Chipre                      | 0               | 0                | 1                 | 1     |
| 32     | Eritreia                    | 0               | 0                | 1                 | 1     |
| 32     | Letónia                     | 0               | 0                | 1                 | 1     |
| 32     | Uganda                      | 0               | 0                | 1                 | 1     |
| Totale | Totale                      | 45              | 43               | 45                | 135   |

## Países participantes
A seguir lista dos países participantes. Em parênteses, o número de atletas classificados por país: 
| - Argélia (11) - Atletas Neutros Autorizados (25) - Argentina (5) - Armênia (2) - Time de Atletas Refugiados (3) - Áustria (2) - Azerbaijão (1) - Bahamas (9) - Bangladesh (1) - Burundi (5) - Bélgica (5) - Bermudas (1) - Bielorrússia (8) - Bolívia (3) - Botswana (13) - Brasil (19) - Bulgária (3) - Burquina Fasso (2) - Canadá (14) - República do Congo (1) - Chile (2) - Costa do Marfim (1) - Camarões (1) - República Democrática do Congo (1) - Colômbia (8) - Comores (1) - Costa Rica (2) - Croácia (7) - Cuba (5) - Chipre (5) - Chéquia (29) - Dinamarca (5) - Djibuti (2) - Dominica (1) - República Dominicana (1) - Equador (7) - Egito (4) - Eritreia (12) - El Salvador (1) | - Espanha (16) - Estónia (5) - Etiópia (25) - Finlândia (30) - França (27) - Geórgia (1) - Guiné Equatorial (1) - Grécia (22) - Granada (1) - Guatemala (4) - Guiana (1) - Hong Kong (1) - Honduras (1) - Hungria (17) - Índia (28) - Irão (9) - Iraque (4) - Islândia (2) - Israel (3) - Ilhas Virgens Americanas (1) - Itália (43) - Jamaica (40) - Cazaquistão (1) - Quênia (46) - Kosovo (1) - Arábia Saudita (6) - Letónia (7) - Líbia (1) - Líbano (2) - Libéria (1) - Lesoto (1) - Lituânia (6) - Marrocos (9) - Malawi (1) - Maldivas (1) - México (10) - Mali (1) - Malta (1) - Montenegro (1) - Mónaco (1) | - Namíbia (6) - Nicarágua (1) - Nepal (1) - Nigéria (32) - Níger (1) - Omã (2) - Peru (3) - Polónia (36) - Portugal (8) - Porto Rico (2) - Catar (7) - Roménia (16) - África do Sul (50) - Senegal (1) - Seicheles (1) - Singapura (1) - Serra Leoa (1) - Eslovênia (10) - Somália (1) - Sérvia (10) - Sri Lanka (7) - Sudão do Sul (3) - Sudão (1) - Suíça (5) - Eslováquia (5) - Suécia (3) - Essuatíni (5) - Trinidad e Tobago (3) - Tunísia (8) - Turquia (25) - Uganda (10) - Ucrânia (21) - Venezuela (1) - São Vicente e Granadinas (1) - Iêmen (1) - Zâmbia (3) - Zimbabwe (2) |

Legenda
| Recorde mundial       | Recorde mundial (World record)               |                       | Recorde africano                      | Recorde africano (African) |                                           | Q | Classificado por posição (Qualified) |
| Recorde do campeonato | Recorde do campeonato (Championship record)  | Recorde da América    | Recorde da América (Americas)         | q                          | Classificado por melhor tempo (Qualified) |   |                                      |
| Melhor marca do ano   | Melhor marca do ano (World leading)          | Recorde asiático      | Recorde asiático (Asian)              | DNS                        | Não largou (Did not start)                |   |                                      |
| Recorde nacional      | Recorde nacional (National record)           | Recorde europeu       | Recorde europeu (European)            | DNF                        | Não terminou (Did not finish)             |   |                                      |
| Recorde pessoal       | Recorde pessoal do atleta (Personal best)    | Recorde da Oceania    | Recorde da Oceania (Oceania)          | DSQ / DQ                   | Desclassificado (Disqualified)            |   |                                      |
| Recorde da temporada  | Recorde da temporada do atleta (Season best) | Recorde sul-americano | Recorde sul-americano (South America) | NM                         | Sem marca (No mark)                       |   |                                      |